# Resolució 870 del Consell de Seguretat de les Nacions Unides
La Resolució 870 del Consell de Seguretat de les Nacions Unides fou adoptada per unanimitat l'1 d'octubre de 1993.
després de reafirmar la Resolució 743 (1992) i les resolucions posteriors relatives a la Força de Protecció de les Nacions Unides (UNPROFOR), el Consell, actuant en virtut del Capítol VI de la Carta de les Nacions Unides, va ampliar el mandat de la UNPROFOR per un període addicional que finalitzava el 5 d'octubre de 1993.
El Consell va reiterar la seva determinació d'assegurar la seguretat de la UNPROFOR i la seva llibertat de moviment per a totes les seves missions a Bòsnia i Hercegovina i a Croàcia.